# NGC 451
NGC 451 је спирална галаксија у сазвежђу Рибе која се налази на NGC листи објеката дубоког неба.
Деклинација објекта је + 33° 3' 49" а ректасцензија 1h 16m 12,4s. Привидна величина (магнитуда) објекта NGC 451 износи 14,2 а фотографска магнитуда 14,9. NGC 451 је још познат и под ознакама IC 1661, MCG 5-4-11, MK 976, KUG 0113+328B, CGCG 502-19, near SAO 54567, PGC 4594.